# Красовский, Георгий Георгиевич
Гео́ргий Гео́ргиевич Красо́вский (20 декабря 1979, Поти, Грузинская ССР, СССР) — грузинский футболист, полузащитник.

## Карьера игрока
Увлечение футболом началось после того как старший брат привёл Георгия Красовского на стадион. И с 7 лет начал заниматься футболом в своём родном городе. С 1994 по 1996 года проходил школу в киевском «Динамо», после чего вернулся на родину. В том же году подписал свой первый профессиональный контракт с клубом Высшей лиги Грузии «Колхети-1913» из Поти.
После годичного выступления за «Андижан» в чемпионате Узбекистана, вернулся в Грузию. В это время Ереванский «Арарат» проводил сборы на черноморском побережье Грузии в Уреки (Гурийский край). Бывший генеральный директор клуба «Колхети-1913» предложил Красовскому пройти просмотр. Сезон 2009 года Красовский провёл в составе «Арарата». Времена у гранда армянского футбола были неважные. В том сезоне команда заняла последнее место и понизилась в классе. Сам Красовский, проведя 25 матчей и завоевав Суперкубок Армении, оставаться в команде не захотел и перешёл в другой столичный клуб — «Улисс».
27 марта 2010 года в гостевой встрече против дилижанского «Импульса» Красовский дебютировал за клуб. Первый гол в составе «Улисса» забил в 12 туре в ворота «Киликии» на 45-й минуте матча. По окончании сезона руководство клуба продило контракт с игроком. В сезоне 2011 года завоевал вместе с командой золото чемпионата Армении. А сам Красовский стал лучшим бомбардиром клуба с 8-ю мячами. С окончанием чемпионата перешёл в иранский «Мес Сарчешме». Но, сыграв один матч вернулся обратно и продолжил выступления в «Улиссе». В июне 2012 самовольно покинул команду. Позже, контракт был по обоюдному согласию расторгнут, после чего Красовский вернулся на родину. Является одним из самых результативных легионеров «Улисса».
Через некоторое время появилась информация о переговорах с капанским «Гандзасаром». Позже Красовский проходил просмотр в команде, после чего был заключён контракт сроком на один год. Успев сыграть две игры в розыгрыше Лиги Европы против «ЭБ/Стреймура» и «Серветта», Красовский по обоюдному согласию расторг контракт с «Гандзасаром» и покинул команду.

## Достижения
«Арарат» (Ереван)
- Обладатель Суперкубка Армении: 2009

«Улисс»
- Чемпион Армении: 2011
- Бронзовый призёр чемпионата Армении: 2010

## Личная жизнь
Отец — Георгий, мать — Галина. Женат, имеет двоих детей (мальчик и девочка). Свободное время старается проводит в кругу семьи.

## Статистика выступлений
Данные на 3 августа 2012
| Клуб              | Сезон            | Чемпионат | Чемпионат | Кубки | Кубки | Еврокубки | Еврокубки | Всего | Всего |
| Клуб              | Сезон            | Матчи     | Голы      | Матчи | Голы  | Матчи     | Голы      | Матчи | Голы  |
| ----------------- | ---------------- | --------- | --------- | ----- | ----- | --------- | --------- | ----- | ----- |
| Торпедо (Кутаиси) | 2006/07          | 12        | 3         | ?     | ?     | 0         | 0         | 12    | 3     |
| Всего             | Всего            | 12        | 3         | ?     | ?     | 0         | 0         | 12    | 3     |
| Мглеби            | 2007/08          | 20        | 2         | ?     | ?     | 0         | 0         | 20    | 2     |
| Всего             | Всего            | 20        | 2         | ?     | ?     | 0         | 0         | 20    | 2     |
| Арарат (Ереван)   | 2009             | 25        | 0         | 2     | 0     | 0         | 0         | 27    | 0     |
| Всего             | Всего            | 25        | 0         | 2     | 0     | 0         | 0         | 27    | 0     |
| Улисс             | 2010             | 24        | 4         | 4     | 0     | 2         | 0         | 30    | 4     |
| Улисс             | 2011             | 25        | 8         | 7     | 2     | 2         | 0         | 34    | 10    |
| Всего             | Всего            | 49        | 12        | 11    | 2     | 4         | 0         | 64    | 14    |
| Мес Сарчешме      | 2011/12          | 1         | 0         | 0     | 0     | 0         | 0         | 1     | 0     |
| Всего             | Всего            | 1         | 0         | 0     | 0     | 0         | 0         | 1     | 0     |
| Улисс             | 2012/13          | 5         | 0         | 0     | 0     | 0         | 0         | 5     | 0     |
| Всего             | Всего            | 5         | 0         | 0     | 0     | 0         | 0         | 5     | 0     |
| Гандзасар         | 2012/13          | 0         | 0         | 0     | 0     | 2         | 0         | 2     | 0     |
| Всего             | Всего            | 0         | 0         | 0     | 0     | 2         | 0         | 2     | 0     |
| Всего за карьеру  | Всего за карьеру | 112       | 17        | 13    | 2     | 6         | 0         | 131   | 19    |